# Effet faucon/oie
En éthologie et en éthologie cognitive, l’effet faucon/oie fait référence à un comportement observé chez certains jeunes oiseaux lorsqu'un autre oiseau vole au-dessus d'eux : si l'oiseau qui vole a la forme d'une oie, les jeunes oiseaux ne montrent aucune réaction, mais si l'oiseau qui vole a la forme d'un faucon, les jeunes oiseaux deviennent plus agités ou se recroquevillent pour réduire le danger. L'observation fût fait en premier par Oskar Heinroth. Friedrich Goethe mena des expériences avec des silhouettes pour examiner les réactions d'alarme en 1937. Enfin une étude plus systématique fut menée la même année par Konrad Lorenz et Nikolaas Tinbergen. Cette dernière fut plus tard considérée comme l'une des expériences classiques de l'éthologie,,,.

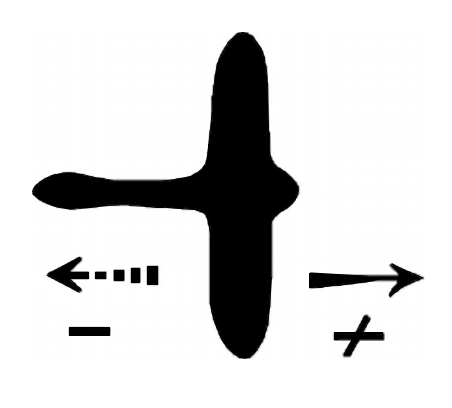
Un des modèles oie/faucon rapporté par Tinbergen. Le déplacer de droite à gauche (dans le sens de la flèche pointillée) n'a produit aucune réponse, mais le déplacer de gauche à droite (dans le sens de la flèche pleine) a suscité le comportement.

Dans le cadre de l'introduction de l'expérimentation dans la recherche sur le comportement animal, ils ont réalisé des expériences lors desquelles des silhouettes bidimensionnelles de diverses formes d'oiseaux sont déplacées dans le champ de vision des jeunes oiseaux. Les formes ressemblant à des oies sont censées être ignorées tandis que les formes ressemblant à des faucons produisaient une réponse de crainte. Plus tard, Tinbergen a rapporté qu'une forme unique qui était en quelque sorte un composite abstrait des silhouettes de faucon et d'oie pouvait produire cet effet si elle se déplaçait dans une direction mais pas dans l'autre. Une étude a ensuite confirmé que la perception d'un objet était influencée par la direction du mouvement, car l'objet en question était considéré comme avançant dans cette direction.
Initialement considéré comme un instinct inné développé à partir de la sélection naturelle, d'autres ont ensuite démontré qu'il était socialement renforcé par d'autres oiseaux. Les conclusions modernes tendent cependant à montrer que Tinbergen aurait falsifié les résultats de ses expériences.

## Faucon ou oie se distinguant par la direction du mouvement
Tout comme dans l’expérience de Tinbergen en 1951 la même forme était utilisée pour représenter tantôt le faucon et tantôt l’oie dans la plupart des expériences faucon/oie. Lorsque la forme était déplacée dans une direction, elle représente un faucon (cou court et longue queue), tandis que le déplacement de la figurine dans la direction opposée ressemblait à une oie (long cou et queue courte). L'identité perçue influence la façon dont l'oiseau est perçu en tant que faucon ou qu'oie en fonction du mouvement en direction de la tête et de la saillie des ailes (courtes à une extrémité et longues à l'autre).

## Comportement inné ou appris

### Bref historique vers un comportement appris
Friedrich Goethe fut le premier à réaliser des expériences utilisant des silhouettes (1937, 1940). Il a constaté que le grand tétras naïf manifestait une plus grande réaction de peur face à une silhouette de faucon qu'à un cercle, un triangle ou une silhouette d'oiseau généralisée, mais que cela variait selon les deux espèces et l'expérience antérieure. Tinbergen, en 1951, a souligné qu'il s'était inspiré des observations d'Oscar Heinroth dans lesquelles il affirmait que les poulets domestiques sont plus alarmés par les oiseaux à cou court que par ceux à long cou. Cela a incité Konrad Lorenz et Nikolaas Tinbergen à concevoir et à explorer l'effet Hawk/Goose. Konrad Lorenz et Nikolaas Tinbergen ont travaillé ensemble en 1937 sur des expériences publiées séparément en 1939. Lorenz et Tinbergen ont rapporté des différences dans leurs expériences, Lorenz arguant qu'un cou court ne provoque une réaction de vol que chez les dindes, tandis que Tinbergen affirmait : « Les réactions des jeunes oiseaux gallinacés, des canards et des oies face à un oiseau de proie en vol sont libérées. par le signe-stimulus « cou court », entre autres ». Tinbergen a publié 2 articles en 1948 sur le sujet. En 1951, Tinbergen a continué à rendre compte de ce qu'il a décrit comme un comportement inné et a déclaré que les oisons affichent une réaction de peur lorsqu'une figure ambiguë d'épervier d'oie est déplacée dans la direction du « faucon », ce qui implique que les oisons associent une forme particulière à une direction de mouvement particulière.
Un certain nombre d'autres études soutiennent l'hypothèse du cou court de Tinbergen, certaines aussi récentes que les années 1980, comme Helmut C. Mueller et Patricia G. Parker, en 1980, ont démontré que les canetons colverts naïfs présentent une plus grande variance dans la fréquence cardiaque. aux modèles de faucon par rapport aux modèles d'oie. Ils ont conclu que la réponse cardiaque est une excellente mesure de la peur et contrôle le comportement appris en maintenant les canetons dans une couveuse jusqu'à ce qu'ils soient transportés à leur laboratoire dans des conteneurs opaques et en 1982, Elizabeth L. Moore et Helmut C. Mueller ont découvert que la fréquence cardiaque d'un poussin était d'une plus grande variance en réponse au modèle du faucon sans expérience préalable pertinente, ce qui suggère une plus grande réponse de peur innée au faucon plutôt qu'à l'oie. Aucune réponse comportementale évidente à la peur n’a été identifiée.
La plupart des éthologues croient aujourd'hui que les comportements suscités par les modaux faucon/oie sont socialement renforcés ou sont plus susceptibles de soutenir « l'hypothèse d'habituation sélective » de Schleit.

### Bref historique vers un comportement inné
Après des divergences entre les résultats de Konrad Lorenz et Nikolaas Tinbergen, Hirsch et al. en 1955, a conclu que l'hypothèse de Tinbergen ne pouvait pas être reproduite chez les poulets de Leghorn En 1960, McNiven a conclu que l'hypothèse de Nikolaas Tinbergen ne pouvait pas être reproduite chez les canetons et, dans une tentative de reproduire les expériences de Tinbergen, Schleit, en 1961, a cru que Tinbergen avait falsifié ses données. À l'instar des expériences qui soutiennent encore l'hypothèse du col court de Tinbergan, de nombreuses expériences ne le soutiennent pas.

## Controverse
Konrad Lorenz a rencontré Nikolaas Tinbergen en 1936 au Leiden Instinct Symposium. En 1937, ils travaillèrent sur deux projets, une analyse expérimentale du comportement de roulage des œufs chez l'oie cendrée, soutenant l'hypothèse du modèle d'action fixe, et les réponses de divers jeunes oiseaux à des modèles en carton de rapaces et d'autres oiseaux volants.
Sur la base de l'hypothèse d'Oscar Heinroth selon laquelle les poulets domestiques montraient la plus grande peur envers les oiseaux à longue queue et au cou court qui volaient au-dessus de leur tête, Tinbergen et Lorenz conçurent des silhouettes qui pouvaient être perçues comme un faucon si elles étaient déplacées dans une direction, ou comme une oie dans l'autre sens. Tinbergen et Lorenz ont déplacé les modèles au-dessus de différentes espèces d'oiseaux et enregistré leurs réponses.
Tinbergen pensait que ces expériences prouvaient l'hypothèse de Heinroth, mais Lorenz notait que la forme du modèle ne semblait pas avoir d'importance pour toutes les espèces, à l'exception des dindes,. Lorenz a souligné que toutes les autres espèces présentaient des réponses d'alarme (fixation, cri d'alarme et marche vers un abri), quel que soit le modèle utilisé et que la « vitesse relative lente » d'un objet volant peut provoquer une réponse anti-prédateur. Lorenz et Tinbergen ont publié leurs découvertes originales séparément en 1939. Un réexamen des expériences a été invoqué en raison des différences dans les résultats.
En 1955, Hirsch et coll. a montré que l'hypothèse de Tinbergen ne pouvait pas être reproduite chez les poulets de Livourne. Schleidt, en 1961, tenta également de reproduire les expériences de Tinbergen en utilisant des oies, des canards et des dindes en liberté et a découvert que quelle que soit leur forme, ces oiseaux présentaient une réaction de peur qui diminuait au fil d'un certain nombre d'essais, soulignant la probabilité d'habituation. Schleidt a trouvé des preuves à l’appui des conclusions de Lorenz sur la « vitesse relative lente ». Une deuxième expérience a été réalisée par Schleidt en 1961 pour déterminer si les dindes, qui n'ont jamais été exposées à un objet volant, soutiendraient l'hypothèse de prédisposition de Tinbergen et présenteraient une réaction de peur face à l'objet en forme de faucon dans le modèle faucon/oie. Schleidt a utilisé cinq dindes élevées dans un intérieur sans fenêtre. Les résultats de Schleidt ont soutenu une nouvelle fois « l’hypothèse de l'habituation sélective » et non du comportement inné. Ainsi il semblerait que l'hypothèse du col court ait été falsifiée par Tinbergen.